# Thrypticomyia basitarsatra
Thrypticomyia basitarsatra is een tweevleugelige uit de familie steltmuggen (Limoniidae). De soort komt voor in het Australaziatisch gebied.